# Alfred-Charles Foulongne
Alfred-Charles Foulongne, né le 26 mars 1821 à Rouen et mort le 26 mai 1897 dans le 7e arrondissement de Paris, est un artiste peintre français.

## Biographie
Élève de Paul Delaroche et de Charles Gleyre, professeur à l'école des arts décoratifs de Paris, Foulongne débute au Salon de 1848 participe au Salon de 1857, obtient une médaille en 1869 et exposera au Salon jusqu'en 1882. On lui doit des nus, des paysages et des scènes de genre. 
Ami de Gustave Flaubert, il eut pour élève Louis-Marie Faudacq et Géo Dupuis.

## Œuvres
- La Mélancolie
- Ruisseau dans les rochers, 1856
- Mélanie chez la sorcière Staphyla, 1857
- Une rêverie, 1848
- Petit Saint-Jean, 1848
- Beauté dormant
- Vue des aqueducs de Marly, 1882, Musée national de la porcelaine Adrien Dubouché, Limoges (Voir)
- Étude de jeune femme nue assise sous bois, musée national de la céramique Adrien Dubouché, Limoges
- Madame Belmont, Madame Albert, Madame Belmont, portraits des actrices du Théâtre du Vaudeville
- Daphnis et Chloé
- Nu à l'iris
- Moissonneuses
- Le Matin dans les prés
- Silène ivre, 1864, musée alfred canel, Pont-Audemer